# Шоуто на Том и Джери (сериал, 2014)
„Шоуто на Том и Джери“ (на английски: The Tom and Jerry Show) е американски анимационен телевизионен сериал, продуциран от Warner Bros. Animation и анимиран от Renegade Animation. Базиран е на героите от Том и Джери и театралната анимационна поредица, създадена от Уилям Хана и Джозеф Барбера. Премиерата на сериала е за първи път в Канада по Teletoon на 1 март 2014 г. и започва да се излъчва в Cartoon Network в САЩ на 9 април 2014 г.
Започвайки през 2017 г., поредицата се премести в услугата за стрийминг на Boomerang в САЩ и международните канали на Boomerang. Четвъртият сезон е издаден на 5 февруари 2021 г. във Boomerang SVOD и в приложението Cartoon Network App на 19 февруари 2021 г. Петият и последен сезон е издаден в приложението Cartoon Network App на 19 февруари 2021 г. Сериалът беше последван от поредица на HBO Max на име Tom and Jerry Special Shorts, които са от същия екип на Looney Tunes Cartoons и са във вената на класическите класическите късометражни филми. Поредицата за предучилищна възраст Tom and Jerry Junior ще излезе в блока Cartoonito на Cartoon Network. Другата поредица, Том и Джери в Големия град (Tom and Jerry in the Big City) ще излезе на HBO Max.

## Сюжет
Сериалът следва лудориите на Том в преследването му да хване Джери. Епизодите, състоящи се от два сегмента (три сегмента, започващи от втория сезон), могат да следват един от следните сценарии:
1. Типичните лудории на Том и Джери в съвременна градска обстановка.
2. Том и Джери са домашни любимци на две вещици на име Бийти и Хилдий (прекратени след втори сезон).
3. Том и Джери работят заедно като детективи в Толукавил (Лос Анджелис през втория сезон) чрез управление на детективска агенция, наречена „Котка и мишка детективи“, заедно с разказвача. Темата е забележителна с инициирането на вселена, където всички герои от анимациите на MGM (т.е. Друпи, Screwy Squirrel, McWolf, the Southern Wolf и някои други забележителни герои на Текс Ейвъри) живеят заедно и правят чести епизоди в епизодите от втори сезон нататък.
4. Джери, живеещ в лаборатория с придружител на плъхове на име Наполеон, като Том е улична котка (използва се само през първия сезон)
5. Том работи като иконом в имот в „Имението Даунтън“ (представен през третия сезон).
6. Том и Джери живеят в страшна среда на Трансилвания в пародия на Ван Хелсинг (представен през третия сезон).

## В България
В България сериалът започна излъчване по Cartoon Network през 2019 г.
Нахсинхронен дублаж
| Роля            | Изпълнител     |
| --------------- | -------------- |
| Разказвач       | Атанас Сребрев |
| Тудълс          | Даринка Митова |
| Тъфи / Джинджър | Живка Донева   |
| Спайк / Бъч     | Петър Бонев    |
| Рик             | Камен Иванов   |

| Обработка           | Доли Медия Студио                 |
| ------------------- | --------------------------------- |
| Режисьор на дублажа | Даниела Горанова                  |
| Преводачи           | Сима Налбантова Виолета Георгиева |